# Ronald Baensch
Ronald Baensch (conocido como Ron Baensch; Melbourne, 5 de junio de 1939–28 de diciembre de 2017) fue un deportista australiano que compitió en ciclismo en la modalidad de pista, especialista en la prueba de velocidad individual.
Ganó cuatro medallas en el Campeonato Mundial de Ciclismo en Pista entre los años 1961 y 1966.
Participó en los Juegos Olímpicos de Roma 1960, ocupando el cuarto lugar en la disciplina de velocidad individual.

## Medallero internacional
| Campeonato Mundial | Campeonato Mundial     | Campeonato Mundial | Campeonato Mundial       |
| Año                | Lugar                  | Medalla            | Competición              |
| ------------------ | ---------------------- | ------------------ | ------------------------ |
| 1961               | Zúrich (Suiza)         | Medalla de bronce  | Velocidad individual (A) |
| 1964               | París (Francia)        | Medalla de plata   | Velocidad individual (P) |
| 1965               | San Sebastián (España) | Medalla de bronce  | Velocidad individual (P) |
| 1966               | Fráncfort (RFA)        | Medalla de plata   | Velocidad individual (P) |